# علي بن رضوان
أَبُو اَلْحَسَنْ عَلِي بْنْ رَضْوَانْ بْنْ عَلِي بْنْ جَعْفَرْ اَلْمِصْرِيِّ (ولد في الجيزة سنة 988 وتوفي في زمن الشدة المستنصرية سنة 1061م) كان طبيب وعالم فلك عربي. كان من كبار الأطباء وعلماء الفلك والفلاسفة في عصره. نشأ في بيئة فقيرة، فقد كان أبوه يعمل فراناً ولذا اضطر إلى العمل في صغره ليوفر نفقات تعليمه وما يحتاج إليه من كتب تعينه على الدراسة.
برز بن رضوان في علم الفلك بعد رصده وتسجيله المُفصل لأكثر الأحداث الفلكية سطوعًا في التاريخ المُسجل، المُستعر الأعظم 1006، عبارة عن أنفجار نجمي هائل حدثاً يوم 30 أبريل من عام 1006م وشوهد في كثير من من أنحاء الكرة الأرضية وسجله علماء الفلك في اليابان والصين، وسجلة ابن رضوان ووصف الحدث وهو في الثامنة عشرة من عمره بمنتهي الدقة، حجمه ومكانه وشدة إضاءته بالنسبة لكوكبي الزهرة والقمر.

## نشأته وتعليمه
يقول عن نفسه: وأنا في السادسة أسلمت نفسي في التعليم، ولما بلغت السنة العاشرة انتقلت إلى المدينة العظمى وأجهدت نفسي في التعلم، ولما أقمت أربع عشرة سنة أخذت في تعلم الطب والفلسفة ولم يكن لي مال أنفق منه، فلذلك عرض لي في التعلم صعوبة ومشقة، فكنت مرة أتكسب بصناعه القضايا بالنجوم، ومرة بصناعة الطب، ومرة بالتعليم ولم أزل كذلك وأنا في غاية الاجتهاد إلى السنة الثانية والثلاثين، فإني اشتهرت فيها بالطب وكفاني ما كنت أكسبه بالطب وكنت منذ السنة الثانية والثلاثين إلى يومي هذا أعمل تذكرة لي وأغيرها في كل سنة إلى أن قررتها على هذا التقرير الذي أستقبل به السنة الستين. باع من الفقر الكتب الذي يقراء فيها عدا خمسة كتب من كتب الأدب وعشرة كتب من كتب الشرع؛ وكتب أبقراط وجالينوس في صناعة الطب وما جانسها مثل كتاب الحشائش لديسقوريدس وكتب روفس، وأريباسيوس، وبولس وكتاب الحاوي في الطب للرازي ومن كتب الفلاحة والصيدلة أربعة كتب ومن كتب التعاليم المجسطي ومداخله، وما أنتفع به فيه والمربعة لبطلميوس ومن كتب العارفين كتب أفلاطون، و، أرسطوطاليس والإسكندر، وثامطيوس، والفارابي، وما أنتفع به فيها، وما سوى ذلك باعه بأي ثمن اتفق بحجة بيعه أجود من خزنه
لنبوغه في الطب ضمه الخليفة الفاطمي الحاكم بأمر الله إلى بلاطه وعينه كبيراً لأطبائه.واستدعاه حاكم بلوخستان لكي يعالجه من شلل جزئي أصيب به.

## في علم الطب
من أهم إسهامات ابن رضوان في الطب اهتمامه بالطب الإكلينيكي بمعاينة المريض والتعرف إلى المرض بالنظر إلى هيئة أعضاء المريض وبشرته، وتفقد أعضائه الباطنية والخارجية، وطريقة نظره وكلامه ومشيته، والتعرف إلى نبض قلبه وعلى مزاجه عن طريق توجيه الأسئلة إليه كما ذكر ذلك في مذكراته.

## آراؤه في الطبيب ومعلم الطب
كان ابن رضوان كثير الرد على من كان يعاصره من الأطباء وغيرهم، وكذلك على كثير ممن تقدمه، والطبيب في وجهة نظره هو الذي اجتمعت فيه سبع خصال:
- الأولى أن يكون تام الخلق، صحيح الأعضاء، حسن الذكاء، جيد الروية، عاقلاً، ذكوراً، خير الطبع.
- الثانية أن يكون حسن الملبس، طيب الرائحة، نظيف البدن والثوب.
- الثالثة أن يكون كتوماً لأسرار المرضى لا يبوح بشيء من أمراضهم.
- الرابعة أن تكون رغبته في إبراء المرضى أكثر من رغبته فيما يلتمسه من الأجرة، ورغبته في علاج الفقراء أكثر من رغبته في علاج الأغنياء.
- الخامسة أن يكون حريصاً على التعليم والمبالغة في منافع الناس.
- السادسة أن يكون سليم القلب، عفيف النظر، صادق اللهجة، لا يخطر بباله شيء من أمور النساء والأموال التي شاهدها في منازل الأعلاء فضلاً عن أن يتعرض إلى شيء منها.
- السابعة أن يكون مأموناً ثقة على الأرواح والأموال، لا يصف دواء قتالاً ولا يعلمه، ولا دواء يسقط الأجنة، يعالج عدوه بنية صادقة كما يعالج حبيبه.

ومعلم الطب هو الذي اجتمعت فيه الخصال بعد استكماله صناعة الطب، والمتعلم هو الذي فراسته تدل على أنه ذو طبع خير، ونفس ذكية، وأن يكون حريصاً على التعليم، ذكياً، ذكوراً لما قد تعلمه.

## من منهجه في العلاج وكتبه وشروحه ومقالاته

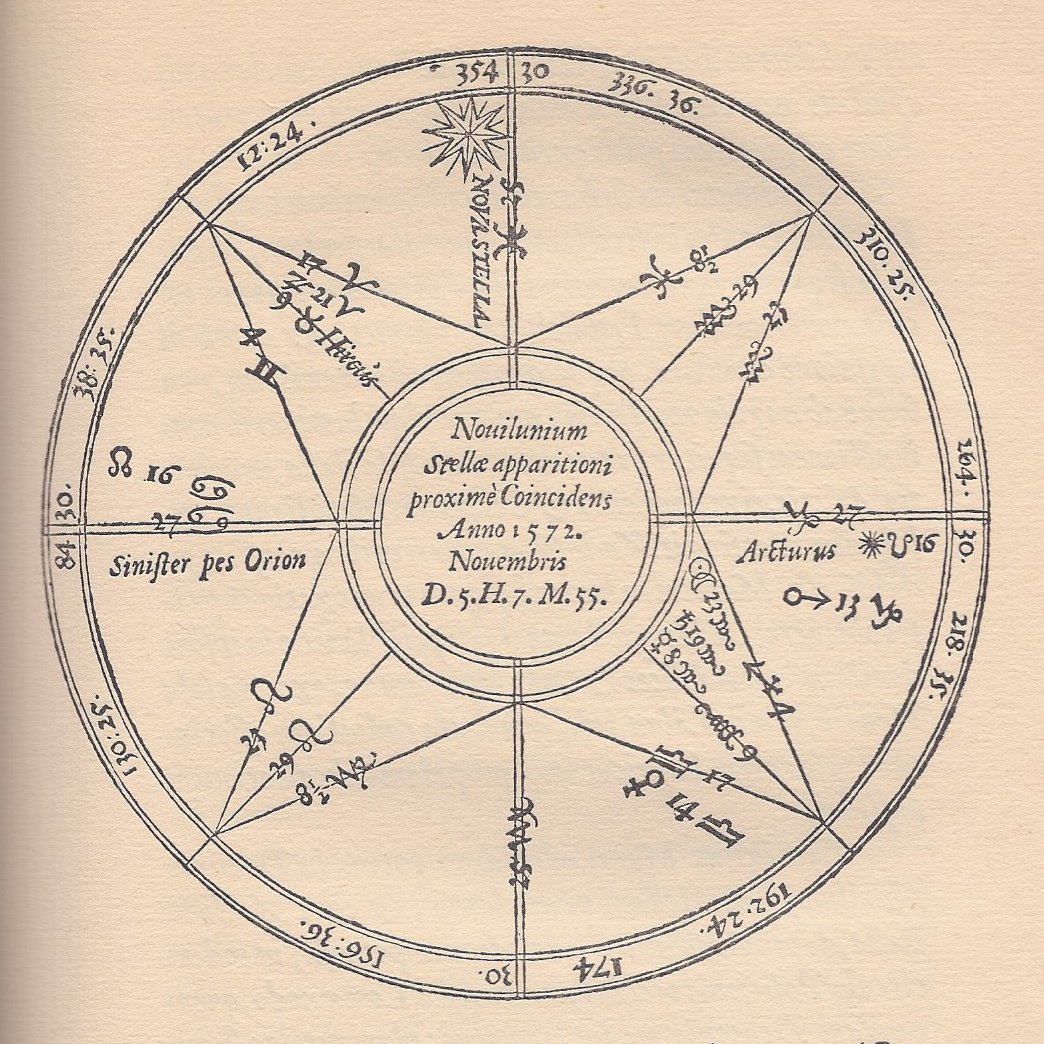
طالع فلكي يُسجل تاريخ رصد المُستعر الأعظم 1572 بواسطة الفلكي «تيخو براهي»، أرخ «تيخو» هذا المُستعر من خلال استخدام طريقة «علي بن رضوان» لتأريخ المُذنبات.

قال إذا دعيت إلى مريض فأعطه ما لا يضره إلى أن تعرف علته فتعالجها عند ذلك، ومعنى معرفة المرض هو أن تعرف من أي خلط حدث أولاً، ثم تعرف بعد ذلك في أي عضو هو، وعند ذلك تعالجه.
كتاب شرح كتاب العرق لجالينوس،
كتاب شرح كتاب الصناعة الصغيرة لجالينوس،
كتاب شرح كتاب النبض الصغير لجالينوس،
شرح كتاب جالينوس إلى أغلوقن في التأني لشفاء الأمراض،
شرح المقالة الأولى في خمس مقالات، وشرح المقالة الثانية في مقالتين، شرح كتاب الأسطقسات لجالينوس، شرح بعض كتاب المزاج لجالينوس، ولم يشرح من الكتب الستة عشر لجالينوس سوى ما ذكرت، كتاب الأصول في الطب، أربع مقالات، كناش، رسالة في علاج الجذام، كتاب تتبع مسائل حنين، مقالتان، كتاب النافع في كيفية تعليم صناعة الطب، ثلاث مقالات، رسالة في علاج صبي أصابه المرض المسمى بداء الفيل وداء الأسد، مقالة في فضيلة الفلسفة، مقالة في بناء النفس على رأي أفلاطون وأرسطوطاليس، أجوبته لمسائل منطقية من كتاب القياس، مقالة في حل شكوك يحيى بن عدي المسماة بالمحراسات، مقالة في الحر، مقالة في بعث نبوّة محمد من التوراة والفلسفة، مقالة في كل السياسة، رسالة في السعادة، مقالة في توحيد الفلاسفة وعبادتهم، كتاب في الرد على الرازي في العلم الإلهي وإثبات الرسل، كتاب المستعمل من المنطق في العلوم والصنائع، ثلاث مقالات، كتاب فيما ينبغي أن يكون في حانوت الطبيب أربع مقالات، مقالة في هواء مصر، مقالة في مزاج السكر، مقالة في التنبيه على ما في كلام ابن بطلان من الهذيان.
ألف ابن رضوان نحو مئة متاب ورسالة في الطب والفلسفة حسب ما ذكر في كتاب المؤرخ العربي ابن أبي أصيبعة (عيون الأنبياء) تُرجم بعضها إلى الاتينية بواسطة جيرار الكريموني ونشر في البندقية عام 1496. ومن كتبه كتاب (دفع مضار الأبدان بأرض مصر) وكتاب دراسة المناخ والصحة في مصر القديمة عام 1923. وذكر في مؤلفاته أسس المحافظة على الصحة بممارسة الرياضة البدنية والتغذية السليمة وكتب ذلك في مذكراته فقال ((أتصرف في كل يوم في صناعتي بمقدار ما يغني، ومن الرياضة التي تحفظ صحة البدن، وأتغذى بعد الاستراحة من الرياضة غذاء أقتصد حفظ الصحة، وأجتهد في كشف كربة المكروب، وإسعاف المحتاج، وما بقي من يومي صيرته لعبادة الله سبحانه، وللقراءة في الطب والفلسفة، وأتفقد في وقت خلوتي ما سلف في يومي من أفعالي وانفعالاتي فما كان خيراً أو جميلاً أو نافعاً سررت به وما كان شراً أو قبيحاً أو ضاراً وافقت نفسي بألا أعود إلى مثله)).

## في علم الفلك

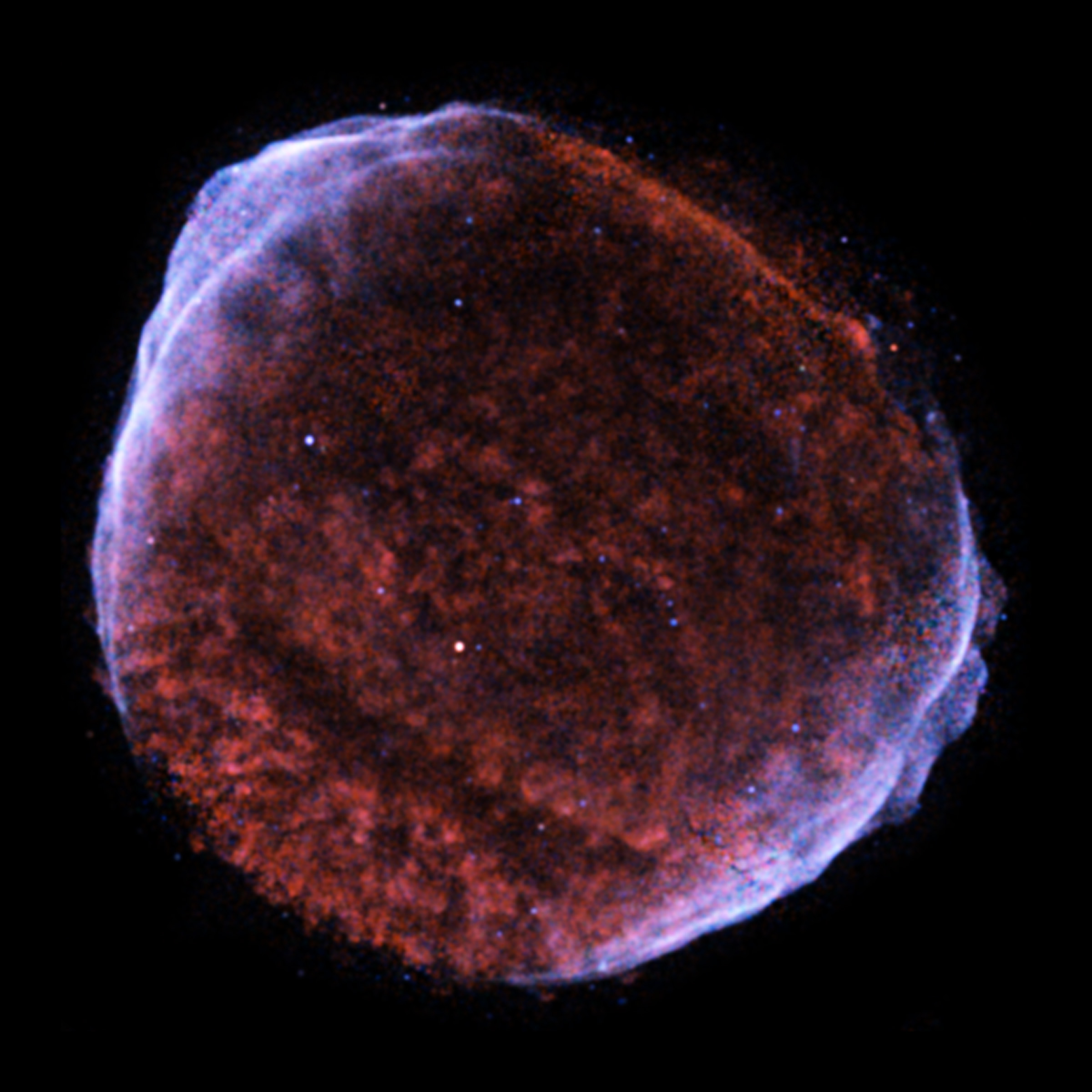
المُستعر الأعظم 1006.

يرجع تميز بن رضوان في علم الفلك إلى رصده وتسجيله لأكثر الأحداث الفلكية سطوعًا في التاريخ المُسجل، المُستعر الأعظم 1006، عبارة عن أنفجار نجمي هائل حدثاً يوم 30 أبريل من عام 1006م وشوهد في كثير من من أنحاء الكرة الأرضية وسجله علماء الفلك في اليابان والصين، وسجلة ابن رضوان ووصف الحدث وهو في الثامنة عشرة من عمره بمنتهي الدقة، حجمه ومكانه وشدة إضاءته بالنسبة لكوكبي الزهرة والقمر. ذكرت المؤرخة مارجريت دونسباخ في كتابها عام 2006 أن مجموعة من علماء الفلك في إنجلترا وأستراليا في عام 1977 قرروا دراسة بقايا هذا الانفجار النجمي الذي حدث عام 1006 واستعانوا بتقارير الذين سجلوا هذا الحدث من الصين وسويسرا واليابان ومصر فلم يدلهم على مكانه إلا الإحداثيات التي ذكرها ابن رضوان المصري.
فقد كتب بن رضوان عن هذا المُستعر في تعليقه على كتاب "تيترابيبلوس" لعالم الفلك كلاوديوس بطليموس، أن «"...وكان نيزكًا عظيمًا مستدير الشكل، يكون عظمه قدر الزهرة مرتين ونصف أو ثلاث مرات. وكان نوره يضئ منه الأفق، ويلمع لمعانًا شديدًا ومقدار ضيائه ربع ضياء القمر وأكثر قليلاً."» وكغيره من الفلكيين، أشار علي بن رضوان بأن النجم الجديد منخفضا في الأفق الجنوبي.